# Peter Harry Carstensen
Peter Harry Carstensen (ur. 12 marca 1947 w Elisabeth-Sophien-Koog) – niemiecki polityk, agronom i nauczyciel, działacz Unii Chrześcijańsko-Demokratycznej (CDU), deputowany do Bundestagu, w latach 2005–2012 premier Szlezwika-Holsztynu.

## Życiorys
Studiował w Kilonii nauki rolnicze, w 1973 i 1976 zdał państwowe egzaminy zawodowe I oraz II stopnia. Pracował jako nauczyciel w szkole rolniczej w Bredstedt, a także doradca do spraw ekonomicznych w regionalnym resorcie rolnictwa. Działacz różnych organizacji społecznych i zawodowych, m.in. od 1985 do 1999 przewodniczył niemieckiemu związkowi wędkarskiemu.
W 1971 został członkiem Unii Chrześcijańsko-Demokratycznej, przewodniczył CDU w powiecie Nordfriesland. W latach 1983–2005 sprawował mandat posła do Bundestagu. Pełnił funkcje w kierownictwie partii w landzie Szlezwik-Holsztyn (od 2000 wiceprzewodniczący, od 2002 do 2010 przewodniczący). Poprowadził CDU do sukcesu w wyborach lokalnych w 2005 i pozycji największej partii w landtagu (po raz pierwszy od 1983). Uzyskał wówczas mandat do regionalnego parlamentu, który wykonywał do 2012. Początkowo kierował frakcją poselską CDU, jednak w kwietniu 2005 został powołany na stanowisko premiera Szlezwika-Holsztynu, zastępując socjaldemokratkę Heide Simonis. Urząd ten utrzymał również po wyborach w 2009, sprawując go do czerwca 2012.
W kadencji 2005–2006 był przewodniczącym Bundesratu.